# ملح مزدوج

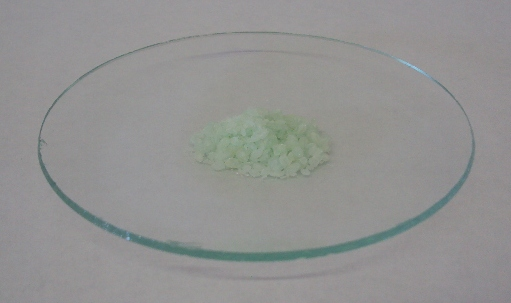
ملح مور أحد أشهر الأمثلة على الأملاح المزدوجة، وهو كبريتات الأمونيوم والحديد الثنائي.

الملح المزدوج في الكيمياء هو ملح يحوي على أكثر من كاتيون (أيون موجب الشحنة) أو أكثر من أنيون (أيون سالب الشحنة)، ويحصل عليها من مزاوجة ملحين أثناء عملية التبلور ضمن الشبكة البلورية الأيونية.
من الأمثلة على الأملاح المزدوجة مركبات الشب المختلفة التي لها الصيغة العامة MIMIII[SO4]2·12H2O)؛ وكذلك ملح مور وهو كبريتات الأمونيوم والحديد الثنائي NH4)2Fe(SO4)2.6H2O). من الأمثلة الأخرى أيضاً كل من مركبات: طرطرات الصوديوم والبوتاسيوم وكبريتات أسيتات الألومنيوم Al2SO4(CH3CO2)4.
يجب التفريق بين الأملاح المزدوجة والمعقدات التناسقية، إذ أن الأملاح المزدوجة تتفكك بشكل كامل إلى الأيونات الموافقة عند الانحلال في الماء، في حين أن المعقد يحافظ على بنيته. فعلى سبيل المثال إن مركب KCeF4 هو ملح مزدوج ويعطي عند انحلاله في الماء أيونات +K و 3+Ce و −F؛ في حين أن [K4[YbI6 هو معقد تناسقي، ويحوي أيونات −4[YbI6] المتمايزة والتي تبقى على حالها دون تفكك في المحاليل المائية.
كما أن الأملاح المزدوجة متمايزة عن أنظمة البلورات المختلطة، والتي يتبلور فيها ملحان بشكل مشترك.

## اقرأ أيضاً
- شب
- ملح مور
- ملح (كيمياء)